# John Ramsbottom
John Ramsbottom (15 octobre 1885 — 14 décembre 1974) est un mycologue britannique, conservateur au musée d'histoire naturelle de Londres de 1919 à 1950. Il est président de la Linnean Society of London de 1937 à 1940 et de la Society for the History of Natural History de 1943 à 1972.

## Biographie
Ramsbottom est né à Manchester. Il est diplômé de l'Emmanuel College de Cambridge en 1909, et poursuit sa formation durant une année à l'université de Manchester. Il rejoint le musée d'histoire naturelle de Londres en 1910.
Durant la Première Guerre mondiale, il sert à Salonique de 1917 à 1919, d'abord comme protistologue civil puis, avec le grade de capitaine, au sein du corps de santé de l'armée britannique. Il est nommé membre de l'Empire britannique (MBE) en 1918, « pour services rendus dans le cadre des opérations militaires à Salonique », puis officier de l'Empire britannique (OBE) en 1919.
De 1929 à 1950, il est chef de département de botanique au musée d'histoire naturelle de Londres. Il est secrétaire général et président, à deux reprises, de la British Mycological Society. Il est également, durant une longue période, rédacteur en chef de sa publication Transactions . Il préside le Quekett Microscopical Club de 1928 à 1931 et en est élu membre honoraire en 1937. Il préside la Linnean Society of London de 1937 à 1940 et reçoit la médaille linnéenne en 1965. Ramsbottom est aussi président de la Society for the History of Natural History de 1943 à 1972, et en est membre honoraire à compter de 1972.
Il meurt à Richmond upon Thames, le 14 décembre 1974

## Postérité
Le Dr Ramsbottom fait un legs à la Society for the History of Natural History par testament. Elle décide de l'utiliser pour établir à partir de 1976 les « conférences Ramsbottom » (Ramsbottom Lectures), organisées à l'occasion des réunions internationales de la Société.

## Travaux
John Ramsbottom a un style très vivant dans ses conférences comme dans ses écrits, qui comptent à la fois des publications populaires et techniques. Il écrit ainsi dans Mushrooms and Toadstools, publié dans la collection New Naturalist en 1953 : 

« En lisant les récits anciens, on trouve un étrange mélange de faits et de fantaisie. Certains écrits sont si fantastiques que s'ils n'avaient été acceptés par d'autres auteurs, ils ne trouveraient place dans aucun récapitulatif historique, fût-il le plus détaillé. Surgit alors une observation d'une telle valeur qu'elle semble annoncer un réel progrès. Mais, même lorsqu'elle est acceptée, elle est souvent mal interprétée, presque comme par malveillance, ce qui donne lieu à de nouvelles confusions. »

## Publications
- 1917 : « George Edward Massee », Journal of Botany 55, p. 225
- 1923 : A handbook of the larger British Fungi, British Museum, Department of Botany, Londres
- 1943 : Edible Fungi, Penguin Books, Londres
- 1945 : Poisonous fungi, Penguin Books, Londres
- 1953 : Mushrooms and Toadstools: A Study of the Activities of Fungi, Collins, Londres